# Thiohydantoine
| Thiohydantoine                                         |
| ------------------------------------------------------ |
| Allgemeine Formel (R = H, Alkyl, Alkylaryl, Aryl etc.) |

Thiohydantoine sind heterocyclische Thioharnstoff-Verbindungen von α-Aminosäuren, die als Zwischenprodukte bei der Aminosäure-Synthese und bei der Strukturaufklärung von Polypeptiden bedeutsam sind.
Thiohydantoine entstehen durch die Reaktion von α-Aminosäuren mit Estern der Isothiocyansäure. Grundkörper der Thiohydantoine ist das 2-Thiohydantoin (R = H; C3H4N2OS; CAS-Nummer: 503-87-7).